# الانتخابات البرلمانية اللبنانية 1927
الانتخابات البرلمانية اللبنانية 1927 هي انتخابات نيابية جرت في 1927، لانتخاب أعضاء "مجلس النواب الأول" اللبناني، وذلك خلال الانتداب الفرنسي على لبنان، وكان عدد أعضائه 46 عضوًا، بعد إضافة 16 عضوًا منتخبًا إلى الأعضاء الثلاثين المنتخبين في المجلس السابق،  وكانت مدة المجلس المنتخب من 18 نوفمبر/تشرين الثاني 1928 وحتى 13 مايو/أيار 1929، وكان رئيس المجلس محمد الجسر.

## النتائج

### الأعضاء المنتخبون
| المحافظة   | مقعد المجموعة العرقية | أعضاء منتخبون     |
| ---------- | --------------------- | ----------------- |
| بيروت      | الكاثوليك اليونانيين  | سالم نجار         |
| بيروت      | الأرثوذكسية اليونانية | نخلة تويني        |
| بيروت      | المارونية             | إميل إدي          |
| بيروت      | المارونية             | البرت كوشة        |
| بيروت      | الأقليات              | أيوب تابت         |
| بيروت      | سني                   | عبد الله بيهم     |
| بيروت      | سني                   | الشيخ محمد الكستي |
| جبل لبنان  | درزي                  | سامي أرسلان       |
| جبل لبنان  | المارونية             | حبيب باشا السعد   |
| جبل لبنان  | المارونية             | بشارة الخوري      |
| جبل لبنان  | شيعي                  | أحمد الحسيني      |
| شمال لبنان | الأرثوذكسية اليونانية | جبران نحاس        |
| شمال لبنان | المارونية             | يوسف اسطفان       |
| جنوب لبنان | شيعي                  | فضل الفضل         |
| جنوب لبنان | شيعي                  | حسين الزين        |
| طرابلس     | سني                   | الشيخ محمد الجسر  |

## وصلات خارجية
- مجلس النواب اللبناني